# Morus nigra
Il gelso nero o moro nero (Morus nigra L.) è un albero da frutto appartenente alla famiglia delle Moracee.

## Descrizione
Morus nigra è un albero longevo, appartenente al gruppo di caducifoglie e latifoglie. Alto fino a 8 m, può raggiungere anche 15–20 m. È simile al gelso bianco, ma si differenzia per alcuni caratteri salienti: la foglia, pubescente nella pagina inferiore, ruvida nella pagina superiore, cuoriforme alla base; il frutto, costituito da piccole bacche carnose, che assumono a maturità un colore rosso-violaceo ed un sapore dolce. 
Le foglie presentano il margine dentato. La chioma è caratterizzata da rami robusti e grossolani. I frutti sono chiamati botanicamente sorosi (e volgarmente denominati more di gelso).
L’indicazione del nome è dovuta al colore scuro delle gemme, non al colore dei frutti: il Morus alba può produrre frutti di colore bianco, rosa e nero; questi ultimi hanno tonalità confondibili con quelle del Morus nigra.
Solitamente i due fiori di diverso sesso sono portati da piante separate, sono cioè piante dioiche, anche se non sono rari i casi di esemplari con ambedue le infiorescenze sulla stessa pianta. La fioritura avviene in aprile-maggio e la fruttificazione si ha tra maggio e luglio.

## Coltivazione
Il gelso nero è un po' meno resistente al freddo del Morus alba ed è perciò più diffuso nelle regioni meridionali.
Nell'Europa meridionale veniva ampiamente coltivato per la produzione dei frutti. Oggi è maggiormente usato come albero ornamentale; la presenza di alberi di gelso da frutto è attualmente piuttosto rara e gli esemplari presenti sono spesso molto vecchi. Ormai, se non localmente, può essere classificato nei frutti rari e dimenticati.

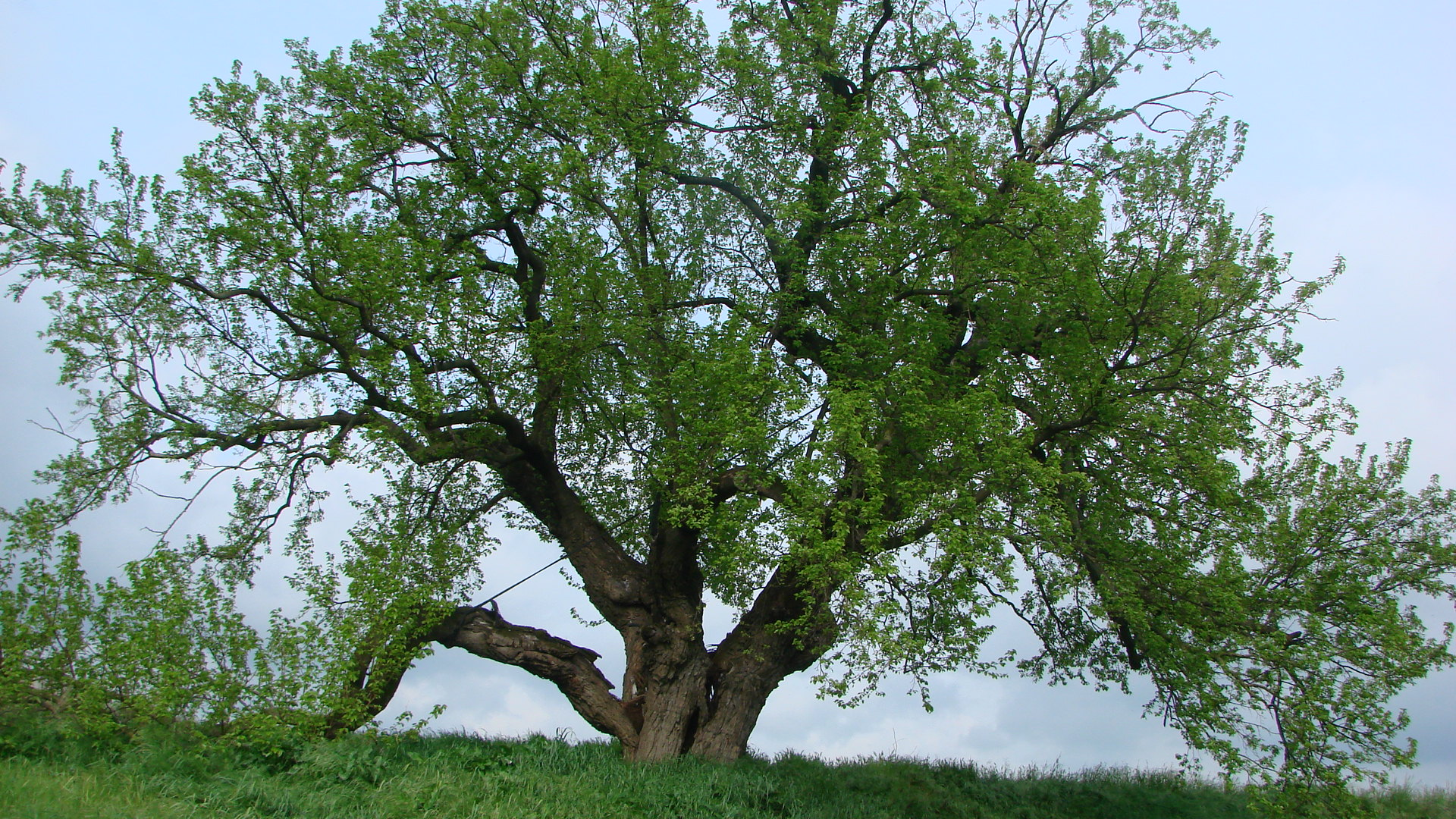
Gelso nero

È una pianta rustica e resistente, ma le foglie sono molto appetite da vari lepidotteri, oltre che dalle larve del baco da seta. Già questo accenno indica indirettamente la sua connessione agli impianti di filatura, ove fu un tempo comune filare.
Come tutti i gelsi la pianta preferisce suoli umidi, ma sopporta anche suoli poveri. La coltivazione in luoghi aperti al traffico di persone e automobili è oggi evitata, dato che i frutti, succosi e colorati, se non raccolti cadono e imbrattano il suolo, le stoffe e gli automezzi. È invece utilizzata, in varietà particolari, come pianta ornamentale in parchi e giardini.

## Usi
In Italia, specialmente nella regione Sicilia, il frutto di tale albero è utilizzato sia come frutta da tavola sia come componente di dolci, confetture, sciroppi e guarnizioni. Famosa è la granita di more di gelso. Anche le foglie tenere possono essere usate per il consumo umano, essendo un po' dolci. In Veneto veniva tradizionalmente piantato vicino ai pollai, perché le galline ne sono ghiotte. In Calabria il legno è anche utilizzato per realizzare gli stampi di alcuni formaggi tradizionali come il Musulupu (le cosiddette Musulupare) e i collari per ovini, caprini e bovini.

## Cultura e storia
Piramo in su la morte, e riguardolla,

allor che 'l gelso diventò vermiglio; [...]»
(Dante Alighieri, Purgatorio XXVII, vv. 37-42)